# Vysoké Mýto město
Vysoké Mýto město – przystanek kolejowy w miejscowości Vysoké Mýto, w kraju pardubickim, w Czechach Znajduje się na wysokości 290 m n.p.m.
Na przystanku istnieje możliwości zakupu biletów i rezerwacji miejsc.

## Linie kolejowe
- 018 Choceň - Litomyšl